# Pseudeminia
Pseudeminia là một chi thực vật có hoa thuộc họ Fabaceae. Nó thuộc phân họ Faboideae. Chi này có 4 loài, phân bố ở châu Phi nhiệt đới.